# Campionati italiani assoluti di scherma del 1946
I Campionati italiani assoluti di scherma del 1946 sono stati organizzati dalla Federazione Italiana Scherma.
Nel fioretto, si sono aggiudicati i titoli dei campionati italiani Gustavo Marzi, alla sua prima affermazione, e Velleda Cesari che ha vinto per la quarta volta.
Il titolo della spada è andato per la quarta volta a Dario Mangiarotti.
Nella sciabola Aldo Masciotta ha vinto il suo primo titolo nazionale maschile.
Non si sono disputati, invece, i campionati italiani a squadre.

## Podi

### Uomini
| Specialità  | Oro               | Argento | Bronzo |
| Individuali |                   |         |        |
| Fioretto    | Gustavo Marzi     | -       | -      |
| Spada       | Dario Mangiarotti | -       | -      |
| Sciabola    | Aldo Masciotta    | -       | -      |

### Donne
| Specialità  | Oro            | Argento | Bronzo |
| Individuali |                |         |        |
| Fioretto    | Velleda Cesari | -       | -      |